# Ermita de Zamarrilla
La ermita de Zamarrilla, a veces llamada simplemente Ermita Zamarrilla, es un templo de reducidas dimensiones cristiano católico situado en el límites de los barrios de El Perchel y La Trinidad, de la ciudad de Málaga. En ella se encuentra radicada la Hermandad de Zamarrilla. Se trata de una obra del siglo XVIII de los arquitectos Felipe Pérez Conde y Felipe Pérez "el menor".

## Historia
En el siglo XVIII, ya era costumbre en la zona el rezo del Santo Rosario cada noche.
En 1750, Antonio Barranquero (principal impulsor), consiguió, pidiendo por caminos y pueblos, los donativos suficientes para construir la ermita. En 1757 se coloca la primera piedra del templo. En 1761 se difunde, mediante una estampa, una indulgencia de cuarenta días a quien rezara tres veces el Credo en la ermita; esta merced fue concedida por el entonces obispo de la ciudad, José Franquis Lasso de Castilla. La matriz de cobre original de este grabado se halla actualmente en una colección privada del País Vasco.
En 1792, mientras era construido un camarín, se halló la imagen de una dolorosa, que pasó a ser la titular de la ermita.
Fue ampliada en el siglo XIX pero en 1931 resultó muy dañada durante la oleada de quema de templos que se produjo tras la proclamación de la República. Perdió todas sus imágenes devocionales, como el Crucificado y la Dolorosa, que tuvieron que ser reemplazados por otras. La restauración del edificio concluyó en 1945, dirigida por Enrique Atencia Molina, quien le añadió la espadaña.

## Denominación
Su nombre se debe a la famosa leyenda del bandolero Zamarrilla, aunque el lugar ya se conocía con este nombre desde el siglo XVI.